# Torneio de xadrez de São Petersburgo de 1914
O Torneio de xadrez de São Peterburgo de 1914 foi uma competição de xadrez realizada na ocasião do décimo aniversário da Sociedade de Xadrez de São Petersburgo realizado entre os dias 21 de abril e 22 de maio. Os membros do comitê organizador eram Boris Maliutin, Peter Alexandrovich Saburov, e O. Sossnitzky. Eles tinham a intenção de convidar os vinte melhores jogadores do mundo, além do atual campeão mundial Emanuel Lasker, o desafiante José Raúl Capablanca e os dois vencedores do torneio russo de mestres dos anos de 1914/1914. (Alexander Alekhine e Aron Nimzowitsch). Infelizmente, Amos Burn, Richard Teichmann, e Szymon Winawer declinaram por motivos particulares e Oldřich Duras, Géza Maróczy, Carl Schlechter, Rudolf Spielmann, Savielly Tartakower, Milan Vidmar e Max Weiss não puderam aceitar devido as tensões entre a Rússia e a Áustria-Hungria no ano de 1914. Por fim, os onze melhores jogadores da Alemanha, França, reino Unido, Estados Unidos, Cuba e Império Russo participaram.
As partidas foram disputadas no clube de xadrez da cidade, e o controle de tempo utilizado foi de 30 movimentos em duas horas, seguidos de 22 movimentos em 1½ horas e 15 movimentos para o resto da partida.

## Preliminar
As preliminares foram um torneio de todos contra todos, no qual os cinco melhores se classificariam para a final. Capablanca venceu e a grande surpresa foi a eliminação de Akiba Rubinstein. Os resultados foram:
| #  | Jogador                 | 1 | 2 | 3 | 4 | 5 | 6 | 7 | 8 | 9 | 10 | 11 | Total |
| -- | ----------------------- | - | - | - | - | - | - | - | - | - | -- | -- | ----- |
| 1  | José Raúl Capablanca    | * | ½ | ½ | 1 | ½ | 1 | ½ | 1 | 1 | 1  | 1  | 8.0   |
| 2  | Emanuel Lasker          | ½ | * | ½ | ½ | ½ | 0 | 1 | ½ | 1 | 1  | 1  | 6.5   |
| 3  | Siegbert Tarrasch       | ½ | ½ | * | ½ | ½ | 1 | ½ | 1 | 1 | 0  | 1  | 6.5   |
| 4  | Alexander Alekhine      | 0 | ½ | ½ | * | 1 | ½ | 1 | ½ | ½ | ½  | 1  | 6.0   |
| 5  | Frank James Marshall    | ½ | ½ | ½ | 0 | * | 1 | ½ | ½ | 1 | 1  | ½  | 6.0   |
| 6  | Ossip Bernstein         | 0 | 1 | 0 | ½ | 0 | * | ½ | ½ | ½ | 1  | 1  | 5.0   |
| 7  | Akiba Rubinstein        | ½ | 0 | ½ | 0 | ½ | ½ | * | ½ | ½ | 1  | 1  | 5.0   |
| 8  | Aron Nimzowitsch        | 0 | ½ | 0 | ½ | ½ | ½ | ½ | * | 0 | ½  | 1  | 4.0   |
| 9  | Joseph Henry Blackburne | 0 | 0 | 0 | ½ | 0 | ½ | ½ | 1 | * | 0  | 1  | 3.5   |
| 10 | Dawid Janowski          | 0 | 0 | 1 | ½ | 0 | 0 | 0 | ½ | 1 | *  | ½  | 3.5   |
| 11 | Isidor Gunsberg         | 0 | 0 | 0 | 0 | ½ | 0 | 0 | 0 | 0 | ½  | *  | 1.0   |

## Final
O torneio final foi em round-robin duplo entre os cinco jogadores restantes, com os pontos da fase preliminar sendo mantidos. Lasker venceu o torneio e recebeu um prêmio de 1200 rublos, Capablanca 800 rublos, Alekhine 500 rublos, Tarrasch 300 rublos e Marshall 250 rublos. Foram pagos também prêmios por brilhantismo onde Capablanca recebeu 125 rublos por sua vitória sobre Bernstein, Tarrasch 75 rublos por sua vitória sobre e Blackburne 50 rublos (Prêmio especial) por sua vitória sobre Nimzowitsch.. O resultado final foi:
| # | Jogador              | Prel. | 1  | 2  | 3  | 4  | 5  | Total |
| - | -------------------- | ----- | -- | -- | -- | -- | -- | ----- |
| 1 | Emanuel Lasker       | 6.5   | ** | ½1 | 11 | 1½ | 11 | 13.5  |
| 2 | José Raúl Capablanca | 8.0   | ½0 | ** | ½1 | 10 | 11 | 13.0  |
| 3 | Alexander Alekhine   | 6.0   | 00 | ½0 | ** | 11 | 1½ | 10.0  |
| 4 | Siegbert Tarrasch    | 6.5   | 0½ | 01 | 00 | ** | 0½ | 8.5   |
| 5 | Frank Marshall       | 6.0   | 00 | 00 | 0½ | 1½ | ** | 8.0   |